# 선진농림수산연합
선진농림수산연합은 미래 식량 확보를 위한 해외농업자원 조사 및 개발과 농림수산식품업 정책발굴 및 조사연구, 교육, 정보제공을 통한 농림수산업인 소득향상 및 농림수산업식품 관련단체간 상호교류 추진을 통해 농림수산업인의 지위향상과 미래 농산어촌의 안정적인 발전에 기여할 목적으로 2008년 9월 11일 설립된 대한민국 농림수산식품부 소관의 사단법인이다. 사무실은 서울특별시 서초구 양재동 97-10, 광명빌딩 401호에 있다.

## 주요 사업
- 미래 식량 확보를 위한 해외농업개발 사업
- 농림수산업인들의 권익 및 복지 향상을 위한 활동
- 농림수산업인 소득향상을 위한 선진농업 교육사업
- 농림수산물의 시장 정보제공 및 상담실 운영
- 우수농림수산물 전시·홍보를 통한 소비자 연계 사업